# Acontias gracilicauda
Acontias gracilicauda — вид сцинкоподібних ящірок родини сцинкових (Scincidae). Мешкає в Південно-Африканській Республіці і Лесото.

## Опис
Довжина дорослих самців Acontias gracilicauda становить в середньому 152 мм (без врахування хвоста), а самиць — 179 мм. Кінцівки у них відсутні, як і у інших представників роду Acontias.

## Поширення і екологія
Acontias gracilicauda мешкають на сході і в центрі ПАР, а також на хаході Лесото. Вони живуть на луках, в сухих чагарникових заростях, саванах і рідколіссях. Зустрічаються на висоті до 2300 м над рівнем моря.